# Lars Aas
Lars Thorlaksøn Aas (ur. 26 lutego 1879 w Kristianii, zm. 24 lutego 1964 w Oslo) – szermierz (szpadzista i florecista) reprezentujący Norwegię, uczestnik letnich igrzysk olimpijskich w 1912 roku.